# 羽地政義
羽地 政義（はねじ まさよし、1992年5月11日 - ）は、長崎文化放送 (ncc) のアナウンサー。

## 来歴
沖縄県出身。沖縄県立那覇西高等学校、徳山大学卒業。第89回全国高等学校サッカー選手権大会に出場し、大学までサッカー部に所属。
就職活動でアナウンサー採用試験に挑むも、大学在学中には放送局からの内定を得るに至らなかった。そのため、4年時に大学のある山口県から福岡県のアナウンススクールまで毎週通って技術を学び直し（途中で福岡県へ移住）、卒業後に受験した長崎文化放送から第二新卒で採用。2015年から同局のアナウンサーを務めている。

## 担当番組
- NCCスーパーJチャンネル長崎
- シリタカ!（九州朝日放送） - 長崎からの中継リポーター
- nccニュース
- トコトンHappy
- トコトンHappyサタデー